# 星野和音
星野 和音（ほしの かずね、1983年11月16日 - ）は日本の音楽監督、指揮者、バストロンボーン奏者。

## 概要
福島県郡山市で出生。幼少期を台湾で過ごし10歳で帰国し静岡県静岡市葵区へ移住。静岡市立安東中学校、東海大学付属翔洋高等学校（現・東海大学付属静岡翔洋高等学校）を経て、国立音楽大学音楽学部器楽科トロンボーン専攻卒業。桐朋学園大学音楽学部研究科バストロンボーン専攻修了。これまでにトロンボーンを、箱山芳樹、西岡基、桑田晃らに師事。指揮法を家田厚志に師事。
ヤマハ管楽器新人演奏会出演。
第5回大阪ワークショップコンクール 第2位入賞。
第5回済州島ブラスコンペティションバストロンボーン部門 第3位入賞。
第29回日本管打楽器コンクールトロンボーン部門 第2位入賞。
2000•2011•2012(東京・静岡)、2013(東京)2015(静岡)、2016(東京・静岡)、2018(東京・静岡)にソロリサイタルを開催。
2020年は新型コロナウイルス感染症の影響でリサイタルは延期となったがオンラインでの動画配信を行う。
常葉大学短期大学部音楽科及び常葉橘高等学校吹奏楽コース非常勤講師。
都立八王子桑志高校吹奏楽部常任指揮者。
市民吹奏楽団ブラスオルケスタ静岡•ブラスオルケスタ八王子音楽監督・常任指揮者。
静岡市中学校部活動指導員。
静岡交響楽団バストロンボーン奏者。
そのほかタッドウインドシンフォニー、ハーツウインズ、東京トロンボーン・オーケストラ各メンバー。
首都圏のプロオーケストラ、吹奏楽団、ミュージカルでの演奏も精力的に行っている。